# 中国大陆电视剧列表 (2016年)
本条目罗列2016年首播的中国大陆电视剧（含网络剧）。
颜色指引：  IP劇
- 2016年广电总局实施新规定：
  - 卫视古装偶像剧限额：每年只能播出总量的15%，不可连续接档。
  - 1月中旬，网剧《盗墓笔记》《灵魂摆渡第二季》《太子妃升职记》和《心理罪》曾被广电总局勒令全网下架，其後全都刪了部分戲份再重新上線[1]。
  - 3月，将加强管理网剧和网络自制节目。[2]並称仙幻剧被炒作过热，现实题材要高于50%[3]。
  - 9月到10月底间，必须播放爱国主义题材和反法西斯题材。10月是红军长征胜利80周年，应广电总局要求，各家卫视黄金档播放红色革命剧，总局列出了11部纪念长征胜利80周年重点电视剧作参考。
  - 11月19日开始，包括卫视、网络平台在内，凡涉及韩剧、韩国电影、韩国明星参演的影视综艺以及根据韩国影视改编的作品、广告均不得播出。

## 电视剧（古装/民初/都市/婚姻/青春/科幻/卡通/少儿）
注：集数以国家广播电影电视总局公布的「电视剧拍摄制作备案」为准，语言以普通话为主，按首播日期排序
| 剧名                            | 集数 | 制作 | 首播                                                                      | 主演 | 题材 |
| ------------------------------- | ---- | ---- | ------------------------------------------------------------------------- | --- | ---- |
| 吾儿可教 / 极品家族之吾儿可教   | 52   | 2015 | 1月10日 济南新闻频道（首播），4月2日 天津/安徽卫视（上星）                | 蒋雯丽、许亚军、蒋欣、王耀庆、张瑶 | 婚姻 |
| 新婚公寓                        | 30   | 2015 | 1月11日 东方卫视《心跳80分》周播剧场                                      | 李佳航、李晟、田雷、管乐、张宇菲、郭家豪 | 婚姻 |
| 天天有喜之人间有爱              | 76   | 2014 | 1月13日 湖南卫视金鹰独播剧场                                              | 陈浩民、穆婷婷、陈紫函、關智斌、徐申东、刘庭羽、刘一祯、林子聪、陆昱霖、陈威翰、陈秀丽（客串：郑爽） | 古装 |
| 寻找爱的冒险                    | 32   | 2015 | 1月20日 湖南卫视青春进行时                                                | 蒋劲夫、程砚萩、陈翔、孙骁骁、唐禹哲、温心（客串：张韶涵、翁虹） | 都市 |
| 青秀之恋                        | 16   | 2013 | 1月29日 爱奇艺                                                            | 方禹、王亚如 | 都市 |
| 刘海戏金蟾 / 宝珠奇缘           | 60   | 2013 | 1月31日 山东卫视                                                          | 陈浩民、穆婷婷、陈紫函、陆昱霖、林子聪、江祖平、谭耀文、归亚蕾、徐申东、唐熙、刘娜萍 | 古装 |
| 寂寞空庭春欲晚                  | 40   | 2015 | 2月1日 浙江/深圳卫视                                                      | 刘恺威、郑爽、米雪、张彬彬、张晓晨、王若心、张芷溪、刘萌萌、程砚萩 | 古装 |
| 饮食男女(第1-3季)               | 200  | 2015 | 2月1日 无锡都市频道                                                       | 顾宇峰、葛天、丁洋、王聪、张一鸾、黄澄澄、陈维涵、李晴、严米拉、东靖川（客串：曾志伟、闫妮、林永健、焦俊艳、殷桃） | 都市 |
| 龙号机车                        | 42   | 2014 | 2月1日 深圳公共频道                                                       | 曹云金、俞惠子、姜超、杜沁怡 | 古装 |
| 因为。爱                        | 38   | 2012 | 2月2日 江西贛州安遠台 （首播），2月28日 湖北卫视（上星）                  | 言承旭、海陆、曾恺玹、田家达、方旭、方芳、张瀚生 | 都市 |
| 幸福又见彩虹                    | 40   | 2015 | 2月4日 深圳都市频道                                                       | 陈彦妃、胡宇崴、TAE、陆琦蔚、顾又铭、张璇 | 都市 |
| 老板来了                        | 37   | 2014 | 2月4日 腾讯视频                                                           | 魏千翔、李彧、傅迦、陈欣予、刘芮麟、潘时七（客串：張萌、贾景晖、方青卓） | 都市 |
| 青丘狐传说                      | 38   | 2015 | 2月8日 湖南卫视钻石独播剧场                                               | 古力娜扎、金晨、陈瑶、彩旗、唐艺昕、江铠同、王凯、张若昀、Mike、翟天临、蒋劲夫、陈若轩、付辛博 | 古装 |
| 新萧十一郎                      | 42   | 2014 | 2月9日 北京/广东卫视                                                      | 严屹宽、李依晓、朱一龙、甘婷婷、吕良伟、张含韵、元华、王艺曈、于青斌、杨净如 | 古装 |
| 爱嫁不嫁                        | 35   | 2013 | 2月10日 呼和浩特影视娱乐频道                                              | 李羲儿、韩立、刘芙伶、黄湄媚、高欣欣、黄海冰、李逸朗 | 都市 |
| 我们最美好的十年                | 40   | 2014 | 2月11日 鞍山公共频道（首播），2017年8月19日 四川卫视（上星）              | 梁静、经超、王策、高叶、许娣 | 婚姻 |
| 女医·明妃传                     | 50   | 2014 | 2月13日 江苏/东方卫视                                                     | 刘诗诗、霍建华、黃轩、袁文康、李呈媛、金晨、何晴 | 古装 |
| 还是夫妻                        | 45   | 2014 | 2月15日 央视一套                                                          | 马苏、郭涛、苏岩、韩青、周晓鸥、郝好、许娣、徐洁儿 | 婚姻 |
| 五鼠闹东京                      | 42   | 2014 | 2月17日 安徽卫视                                                          | 严屹宽、陈晓、郑爽、梁冠华、刘德凯、马书良、张芷溪 | 古装 |
| 解忧公主                        | 45   | 2014 | 2月17日 四川公共频道（首播），2月18日 央视八套（上星）                    | 张歆艺、袁弘、袁文康、刘冠翔、武強、张一鸾、叶青、于波 | 古装 |
| 情谜睡美人                      | 80   | 2014 | 2月18日 深圳都市频道（首播），4月25日 江西/河南卫视（上星）               | 李彩华、凌潇肃、江祖平、杨浩煜、郑佩佩 | 都市 |
| 浴血重生                        | 32   | 2014 | 2月19日 深圳电视剧频道                                                    | 乔振宇、肖茵、申军谊、李修贤 | 民初 |
| 老子传奇                        | 33   | 2014 | 2月21日 中国教育电视台一套（首播），9月10日 黑龙江卫视(24：00)（上星）    | 繁华、郭子溪、梅年佳、张倩铭、许还山 | 古装 |
| 一念向北                        | 42   | 2013 | 2月23日 哈尔滨新闻频道（首播），4月21日 央视八套（上星）                  | 刘恺威、张俪、梁又琳、张峻宁、吴建飞、张子萱、黄爱玲、陈法蓉 | 都市 |
| 因为爱情有幸福                  | 70   | 2014 | 2月24日 湖南卫视金鹰独播剧场                                              | 唐艺昕、陈伟霆、冉旭、徐申东、魏大勋、梁田、李泰、菅纫姿、罗云熙 | 都市 |
| 爱人的谎言                      | 54   | 2015 | 2月24日 浙江，3月10日 深圳卫视                                            | 贾青、张晓龙、邱勝翊、蓝盈莹、陈若轩、曹曦月、徐開騁 | 都市 |
| 真命天子                        | 51   | 2014 | 2月27日 重庆影视频道                                                      | 张倬闻、徐海乔、邬靖靖、海陆、李进荣、季肖冰、赵韩樱子、麦迪娜 | 古装 |
| 就让咖啡有点甜                  | 30   | 2011 | 2月29日 湖南卫视(清晨)                                                    | 赵韩樱子、韩青林、金泰亨、孙骁骁、赵延宇、金考喜、李元龙、李呈媛、牟凤彬 | 都市 |
| 头号前妻                        | 38   | 2015 | 2月28日 湖南娱乐频道（首播）， 4月23日 安徽/辽宁卫视（上星）              | 郝蕾、高亚麟、毛俊杰、李舒桐、朱刚日尧、迟嘉、蔡俊涛、姜尘 | 婚姻 |
| 远得要命的爱情                  | 36   | 2013 | 3月1日 广东/东南卫视                                                      | 朴海镇、李菲儿、郑佩佩、吴磊、宋轶、张伦硕、刘雨欣 | 都市 |
| 神探杨金邦                      | 40   | 2014 | 3月1日 北京影视频道                                                       | 黄宗泽、杨淇、公磊、田璐 | 民初 |
| 爱的阶梯                        | 69   | 2014 | 3月10日 江苏卫视                                                          | 张睿、张檬、霍政谚、杨诚诚、邹廷威、迪丽热巴（客串：何中华） | 都市 |
| 最美是你                        | 45   | 2014 | 3月10日 东方卫视                                                          | 于小伟、于明加、刘佳、田子田、毕彦君 | 都市 |
| 好运来临                        | 40   | 2015 | 3月10日 安徽卫视                                                          | 曾泳醍、刘欢、陶珞依、杨壹童、谢帅、柳小海、艾如、李建义、娜仁花 | 婚姻 |
| 穿越谜团                        | 38   | 2014 | 3月11日 爱奇艺                                                            | 张歆艺、袁弘、江珊、孙淳、高鑫、李凤绪、吕夏（客串：袁文康、朱銳、熊乃瑾） | 都市 |
| 十五年等待候鸟                  | 24   | 2015 | 3月16日 湖南卫视青春进行时                                                | 张若昀、孙怡、邓伦、张雪迎、李宗霖、刘美含 | 都市 |
| 山海经之赤影传说                | 42   | 2014 | 3月20日 湖南卫视钻石独播剧场                                              | 张翰、古力娜扎、关智斌、蓝盈莹、李超、吴磊、尹正、唐菀、高伟光、万妮恩、李茂、高钧贤、田宇鹏、刘长德 | 古装 |
| 八九不离十                      | 40   | 2015 | 3月26日 天津文艺频道（首播），2017年9月18日 江西卫视（上星）              | 李光洁、朱丹 | 都市 |
| 旋风十一人                      | 31   | 2014 | 4月1日 东方卫视                                                           | 胡歌、江疏影、曾黎、钱枫、潘斌龙、李子峰、王艺霖、李思澄 | 青春 |
| 我是你的百搭                    | 36   | 2014 | 4月1日 湖北/陕西卫视                                                      | 刘希媛、丁子峻、战菁一 | 都市 |
| 武神赵子龙                      | 60   | 2015 | 4月3日 湖南卫视金鹰独播剧场                                               | 林更新、林潤妸(林允儿)、金楨勳、贾青、高以翔、郭冬冬、孟子义、古力娜扎、严屹宽、赵韩樱子、范雨林、邹兆龙、孙骁骁 | 古装 |
| 缘来幸福                        | 44   | 2014 | 4月6日 腾讯视频（首播），6月23日 深圳卫视（上星）                         | 马天宇、陈伟霆、邓家佳、赵柯、吕佳容、敖犬 | 都市 |
| 百炼成爹 / 幸福起航             | 44   | 2014 | 4月7日 石家庄新闻综合频道（首播），2018年1月28日 央视八套（上星）         | 李光洁、张檬、倪大红、郭家铭、李勤勤、杨立新 | 都市 |
| 最好的我们 / 遇见最好的我们 [b] | 24   | 2015 | 4月8日 爱奇艺（首播），2018年4月10日 浙江卫视周播剧场（首播）             | 刘昊然、谭松韵、王栎鑫 | 青春 |
| 香山奇缘                        | 32   | 2011 | 4月10日 泰国第32频道                                                      | 徐小飒、刘晓虎、傅艺伟、金巧巧 | 古装 |
| 致单身男女                      | 38   | 2014 | 4月13日 苏州社会经济频道（首播），5月16日 深圳卫视（上星）                | 陆毅、张俪、耿乐、李曼、薛佳凝、梁靖琪 | 都市 |
| 我是杜拉拉                      | 40   | 2015 | 4月16日 江苏卫视                                                          | 戚薇、王耀庆、王汀、朱泳腾、杨昆 | 都市 |
| 欢乐颂                          | 42   | 2015 | 4月18日 浙江/东方卫视                                                     | 刘涛、蒋欣、王子文、杨紫、乔欣、祖峰、王凯、张陆（客串：靳东 、杨烁） | 都市 |
| 恋爱真美                        | 36   | 2014 | 4月25日 吉林都市频道（首播），11月21日 深圳卫视（上星）                   | 袁姗姗、雷佳音、张雯、张峻宁、肖雨雨（客串：翁虹、舒耀瑄） | 都市 |
| 爱情的十字路口                  | 20   | 2012 | 4月25日 爱奇艺                                                            | 贺刚、赵丹 | 都市 |
| 我的奇妙男友                    | 28   | 2015 | 4月25日 腾讯视频（首播），8月11日 山东卫视(22：00)（上星）                | 吴倩、金泰焕、沈梦辰、李昕亮、付嘉、杨逸飞 | 青春 |
| 奇妙的时光之旅                  | 24   | 2016 | 4月27日 湖南卫视青春进行时                                                | 林心如、贾乃亮、徐璐 | 都市 |
| 幸福在一起                      | 45   | 2015 | 5月1日 央视八套                                                           | 秋瓷炫、凌潇肃、馨子、高仁 | 都市 |
| 小丈夫                          | 43   | 2015 | 5月1日 湖南卫视金鹰独播剧场                                               | 俞飞鸿、杨玏、张萌、田雨、许娣、韩童生、刘莉莉、关晓彤（客串：张子健、罗海琼、涂松岩、韩青、蓝盈莹） | 婚姻 |
| 舞法天女                        | 30   | 2014 | 5月1日 广东广播电视台少儿频道                                             | 苗钟真、林丹妮、王陈怡娴、陈柯帆 | 少儿 |
| 猫力猫力                        | 26   | 2015 | 5月1日 視頻網                                                             | 王锐、刘一冉、刘已萌、塔琳托亚 石译心 | 少儿 |
| 柠檬初上                        | 40   | 2015 | 5月9日 江苏卫视                                                           | 刘恺威、古力娜扎、孙艺洲、康宁、朱泳腾、张杨果而 | 都市 |
| 那年青春我们正好                | 39   | 2015 | 5月10日 浙江/东方卫视                                                     | 刘诗诗、郑恺、种丹妮、李浩轩、刘钧 | 都市 |
| 转身遇到你                      | 38   | 2015 | 5月12日 徐州经济生活频道                                                  | 童瑶、毅、迟帅、杨昆、史可 | 都市 |
| 同谋者                          | 38   | 2014 | 5月13日 芜湖徽商频道                                                      | 陈键锋、杜若溪、邢瀚卿、熊梓菱 | 民初 |
| 再见，老婆大人                  | 38   | 2014 | 5月17日 武汉电视剧频道（首播），6月4日 深圳/陕西卫视（上早）              | 霍思燕、杜江、王志飞、何赛飞、于越（客串：赵文瑄、许绍雄） | 婚姻 |
| 四千金                          | 32   | 2014 | 5月22日 扬州城市频道                                                      | 潘之琳、徐正曦、朱梓骁 | 民初 |
| 仙剑云之凡                      | 46   | 2015 | 5月23日 湖南卫视钻石独播剧场                                              | 韩东君、郑元畅、古力娜扎、金晨、小彩旗、刘雅瑟、耿乐 | 古装 |
| 下辈子还做我老爸                | 33   | 2013 | 5月24日 上海电视剧频道（首播），11月7日 江西/11月10日 湖北卫视（上星）    | 侯勇、王力可、吴启华、李琳、小李琳、骆达华 | 都市 |
| 亲爱的翻译官                    | 42   | 2015 | 5月24日 湖南卫视金鹰独播剧场                                              | 杨幂、黄轩、高伟光、周奇奇、李溪芮、张云龙、王仁君 | 都市 |
| 少林问道                        | 42   | 2015 | 5月30日 江苏综艺频道（首播），2017年7月18日 央视八套（上星）              | 周一围、郭京飞、张志坚、郭晓婷、是安 | 古装 |
| 好先生                          | 42   | 2015 | 5月31日 浙江/江苏卫视                                                     | 孙红雷、江疏影、王耀庆、车晓、关晓彤、张艺兴（客串：董勇、万茜、冯嘉怡） | 都市 |
| 女不强大天不容                  | 41   | 2015 | 5月31日 东方/安徽卫视                                                     | 海清、杜淳、张译、陈小艺、秦海璐、贾景晖 | 都市 |
| 乱世丽人行                      | 50   | 2015 | 5月31日 台州新闻综合频道（首播），2017年1月2日 天津/江西卫视（上星）      | 韩雪、付辛博、毛林林、张丹峰 | 民初 |
| 大世界                          | 27   | 2014 | 6月1日 上海电视剧频道                                                     | 乔振宇、李曼、吕良伟、郑晓宁 | 民初 |
| 第二十二条婚规（二）            | 61   | 2014 | 6月1日 湖北综合频道（首播），11月28日 辽宁卫视（上星）                    | 黄圣依、宋小宝 | 都市 |
| 吉祥天宝                        | 40   | 2013 | 6月6日 腾讯视频                                                           | 金起范、朱梓骁、陈昱霖、赵丽颖、廖碧儿、王喜 | 古装 |
| 拥抱幸福                        | 50   | 2014 | 6月6日 越南 （首播），2018年7月1日 江西卫视（上星）                       | 黄少祺、海陆、宗峰岩、唐瑞宏 | 都市 |
| 济公传                          | 58   | 2013 | 6月8日 乐视视频                                                           | 郭德纲、刘威、李菁菁、种丹妮、魏翔 | 古装 |
| 是！尚先生                      | 28   | 2016 | 6月8日 湖南卫视青春进行时                                                 | 陈学冬、欧阳娜娜、邬君梅、汪铎、任言恺 | 都市 |
| 守婚                            | 32   | 2013 | 6月8日 天津文艺频道                                                       | 刘敏涛、刘佩琦、刘亚津、斯琴高娃、姜超 | 婚姻 |
| 大仙衙门                        | 40   | 2015 | 6月17日 腾讯视频                                                          | 王传君、吴倩、陈奕、房鹿 | 古装 |
| 六扇门                          | 40   | 2015 | 6月20日 腾讯视频（首播），2017年1月29日 黑龙江卫视（上星）                | 林峯、迪丽热巴、方中信、孙耀琦、应昊茗、郭芮溪（客串：罗晋） | 古装 |
| 乞丐皇帝与大脚皇后传奇          | 66   | 2015 | 6月25日 浙江经视                                                          | 宁静、陈浩民、季晨、涂黎曼 | 古装 |
| 秘密的背后                      | 48   | 2015 | 6月28日 辽宁都市频道                                                      | 战菁一、李茂、任东霖、郑逸桐 | 民初 |
| 大嫁风尚                        | 44   | 2015 | 6月29日 湖北经视（首播），9月1日 辽宁卫视（上星）                         | 杨紫、乔振宇、朱茵、巫刚（客串：于月仙、郭晓婷） | 婚姻 |
| 最好的遇见 / 毛丫丫被婚记       | 40   | 2014 | 6月30日 三沙卫视(14：10)                                                  | 明道、颖儿、马天宇、恬妞、曾江、张曦文 | 都市 |
| 忍冬艳蔷薇                      | 45   | 2015 | 7月1日 湖州民生公共频道（首播），2020年2月8日 安徽卫视（上星）            | 赵韩樱子、刘雨欣、钱泳辰、张倬闻、宗峰岩、刘锡明、陈莎莉、梁又琳 | 民初 |
| 隐形的翅膀                      | 44   | 2015 | 7月2日 泉州一套（首播），7月14日 深圳卫视（上星）                         | 贾静雯、王艺哲、邱心志、张雨剑、张彬彬 | 婚姻 |
| 老九门                          | 48   | 2015 | 7月4日 东方卫视《心跳80分》周播剧场                                       | 陈伟霆、张艺兴、赵丽颖、胡耘豪、应昊茗、袁冰妍、李乃文、李宗翰、张鲁一 | 民初 |
| 萌爸日记                        | 32   | 2015 | 7月4日 央视少儿频道                                                       | 方清平、关飞扬（客串：李琦、曹颖、曹扬） | 少儿 |
| 功夫之爱的速递                  | 44   | 2015 | 7月6日 武汉电视剧频道（首播），2018年6月11日 安徽卫视（上星）             | 杜淳、姚笛、释小龙、高姝瑶、张铎 | 都市 |
| 望夫成龙                        | 65   | 2015 | 7月8日 深圳都市频道                                                       | 颖儿、徐正曦、李泰焕、王娅楠、杜俊泽、李智楠、傅颖 | 都市 |
| 致青春                          | 45   | 2015 | 7月11日 东方/安徽卫视                                                     | 杨玏、陈瑶、张丹峰、马可、蔡文静、董春辉、徐悦（客串：刘奕君、米露） | 青春 |
| 我的爱对你说                    | 49   | 2014 | 7月14日 辽宁影视频道（首播），2017年12月15日 广东卫视（上星）             | 余文乐、杨蓉、朱一龙、王子腾、王祉萱（客串：孙涛、李彬） | 都市 |
| 多少爱，可以重来                | 60   | 2014 | 7月15日 央视八套                                                          | 潘粤明、王琳、刘雨欣、俞灏明、高曙光（客串：白凯南、苏妙玲） | 都市 |
| 一起同过窗                      | 34   | 2015 | 7月15日 腾讯视频                                                          | 武雨泽、徐晓璐、庞瀚辰 | 都市 |
| 神犬小七第二季                  | 42   | 2015 | 7月17日 湖南卫视金鹰独播剧场                                              | 王洋、张云龙（客串：童瑶、邵兵、黄征） | 都市 |
| 太太万岁                        | 42   | 2015 | 7月17日 陕西二套（首播），9月8日 安徽/天津卫视（上星）                    | 闫妮、许亚军、张晨光、赵子琪、刘莉莉、谭凯、袁文康 | 婚姻 |
| 新边城浪子                      | 50   | 2015 | 7月18日 北京卫视周播剧场                                                  | 朱一龙、张馨予、于青斌、柴碧云、焦恩俊、张峻宁、贡米、邱心志、王艺曈、杨净如 | 古装 |
| 九州·天空城                     | 20   | 2016 | 7月20日 江苏卫视周播剧场                                                  | 张若昀、关晓彤、刘畅、鞠婧祎、陈若轩（客串：张鲁一、刘敏、韩青） | 古装 |
| 旋风少女第二季                  | 36   | 2016 | 7月20日 湖南卫视青春进行时                                                | 池昌旭、陈翔、安悦溪、谭松韵、郭俊辰、吴磊、赵圆瑗、王子璇、雨婷儿 | 青春 |
| 秀丽江山之长歌行                | 50   | 2013 | 7月21日 江苏卫视                                                          | 林心如、袁弘、王媛可、关智斌、李佳航 | 古装 |
| 青年旅舍[a]                     | 30   | 2014 | 7月21日 青岛影视频道                                                      | 沈浩、赵圆圆、金士杰、刘亚津（客串：孙涛、矢野浩二、许绍雄） | 都市 |
| 遇见王沥川                      | 38   | 2012 | 7月22日 乐视视频（首播），7月31日 安徽卫视（上星）                        | 高以翔、焦俊艳、连凯、郑希怡、林佑威 | 都市 |
| 幻城                            | 62   | 2015 | 7月24日 湖南卫视钻石独播剧场                                              | 冯绍峰、宋茜、马天宇、張萌、麦迪娜 | 古装 |
| 39度青春                        | 28   | 2014 | 7月27日 广东卫视(早上)                                                    | 谢闻轩、徐海乔、季东燃、潘姿彤、姚远、姜皓严（客串：斯琴高娃、瞿颖、李成儒、于荣光） | 青春 |
| 你好乔安                        | 32   | 2015 | 7月31日 浙江卫视                                                          | 戚薇、王晓晨、陈亦飞、王柯达、沈震轩、张晨光（客串：汤镇业、姚安濂、包号、赵奕欢、周放、骆达华） | 都市 |
| 青云志                          | 55   | 2015 | 7月31日 湖南卫视超级独播剧场                                              | 李易峰、赵丽颖、杨紫、成毅、秦俊杰、茅子俊、焦俊艳、白雪、刘学义、傅程鹏、舒畅、唐艺昕、郑国霖（客串：TFBOYS、黄海冰、吴樾、曾黎） | 古装 |
| 医馆笑传2                       | 48   | 2015 | 8月3日 东南卫视                                                           | 李佳航、姜妍、李金铭、王彦霖 | 古装 |
| 蔷薇的战争                      | 34   | 2013 | 8月6日 越南VTVCab1                                                        | 金宣儿、张铎、李彩华、郭冬冬 | 都市 |
| 麻辣变形计                      | 37   | 2015 | 8月10日 湖南卫视金鹰独播剧场                                              | 迪丽热巴、马可、王洋、邵兵、寇振海、王煜 | 青春 |
| 真心想让你幸福                  | 38   | 2015 | 8月11日 沈阳新闻频道（首播），12月21日 央视八套（上星）                   | 范明、朱锐、闫学晶、郭铁城、马德钟、曾黎、王丽云 | 都市 |
| 小别离                          | 45   | 2015 | 8月15日 浙江/北京卫视                                                     | 黄磊、海清、朱媛媛、韩青、汪俊、陈小纭、张子枫、王姬（客串：TFBOYS、陈数、邬君梅、江语晨） | 婚姻 |
| 英雄诀                          | 58   | 2014 | 8月16日 西宁生活频道                                                      | 宁静、张睿、吕良伟、杜志国 | 古装 |
| 结婚为什么                      | 42   | 2015 | 8月17日 深圳/安徽卫视                                                     | 姚笛、任重、吴卓羲、郑雅文、种丹妮、李岷城、隋咏良 | 婚姻 |
| 城市恋人                        | 30   | 2012 | 8月19日 宁波影视剧频道                                                    | 崔智友、秦昊、张嘉倪、周知、孙亦沐、孙德元、李东学 | 都市 |
| 微微一笑很倾城                  | 30   | 2015 | 8月22日 江苏/东方卫视                                                     | 郑爽、杨洋、毛晓彤、白宇、郑业成 | 青春 |
| 追爱千年 / 追爱                 | 12   | 2016 | 8月24日 爱奇艺                                                            | 姬晓飞、徐荷媛、蒲萄、李果、侯迪 | 都市 |
| 萌夫木子李                      | 40   | 2015 | 8月25日 天津都市频道                                                      | 林永健、韩雪、周德华、赵柯、郑罗茜 | 都市 |
| 青春直播间                      | 60   | 2016 | 8月29日 中国教育电视台一套                                                | 周宏波、文月朋 | 都市 |
| 饮食男女第四部                  | 30   | 2016 | 8月31日 腾讯视频                                                          | 东靖川、蒋方婷、顾宇峰、葛天、黄澄澄、陈维涵、李晴、严米拉 | 都市 |
| 养个孩子不容易                  | 49   | 2015 | 9月3日 湖北经视（首播），9月23日 辽宁卫视（上星）                         | 田海蓉、辛柏青、江祖平、蒋毅、徐申东 | 都市 |
| 中国式关系                      | 36   | 2015 | 9月7日 东方/北京卫视                                                      | 陈建斌、马伊琍、赵立新、胡可、叶一云、代旭 | 都市 |
| 爱情万万岁                      | 40   | 2015 | 9月8日 浙江卫视                                                           | 刘涛、张凯丽、韩童生、黄觉、叶祖新、李菁菁、魏巍、汤镇宗、潘辰 | 都市 |
| 希望树                          | 6    | 2016 | 9月10日 山西少儿频道                                                      | | 少儿 |
| 妈妈向前冲冲冲                  | 48   | 2016 | 9月10日 上海电视剧频道（首播），2017年2月8日 山东/江西卫视（上星）        | 秦海璐、郭晓冬、江祖平、胡兵、刘庭羽 | 都市 |
| 我的蠢萌老公 / e时代天使        | 25   | 2011 | 9月14日 爱奇艺                                                            | 杨洋、汪佳佳、徐正曦、阚清子 | 青春 |
| 追婚记                          | 41   | 2015 | 9月15日 浙江经视（首播），12月9日 深圳卫视（上星）                        | 霍思燕、王阳明、谭凯、周楚楚、陶慧、曹璐、章涛 | 都市 |
| 艺术学院那些事                  | 28   |      | 9月26日 乐视视频                                                          | 刘圆媛、合文俊 | 青春 |
| 兰陵王妃                        | 47   | 2013 | 9月29日 芒果TV（首播），11月13日 湖南卫视钻石独播剧场（上星）             | 张含韵、彭冠英、陈奕、田丽、林韦辰、华娇、王洁曦（客串：何润东、张晓晨、傅颖） | 古装 |
| 杜心五传奇                      | 42   | 2014 | 9月30日 深圳公共频道                                                      | 何晟铭、阚清子、娄宇健、杜奕衡、黄梦莹、王双 | 民初 |
| 亲密的搭档                      | 40   | 2015 | 10月1日 湖北/河南卫视                                                     | 林申、张雯、刘恩佑、谭凯 | 都市 |
| 一起长大                        | 32   | 2014 | 10月8日 乐视视频（首播），2017年4月2日 江苏卫视（上星）                   | 邵兵、王子文、杨玏、张培、李立群（客串：张光北、杨立新、刘敏涛） | 青春 |
| 美人如玉剑如虹                  | 41   | 2015 | 10月12日 云南都市频道                                                     | 陈键锋、白冰、李智楠、于波、姜鸿 | 民初 |
| 定制幸福                        | 38   | 2015 | 10月14日 腾讯视频                                                         | 童瑶、乔任梁、刘天佐、孙骁骁、米露 | 都市 |
| 欢喜密探                        | 43   | 2015 | 10月17日 优酷                                                             | 包贝尔、贾玲、王鸥、包文婧、林雪、柳岩、罗家英（客串：文章、杜海涛、赵丽颖、陈紫函、舒畅、黄晓明、何炅、郭京飞、李宗翰、谭凯、朱梓骁、焦俊艳、袁文康、杨子珊、沈腾、孙坚、马浴柯、袁成杰、蒋欣、颜丹晨、朱亚文、翟天临、白客、俞灏明、海陆、刘欢、杜淳、王祖蓝、张歆艺、李菲儿、张哲瀚） | 古装 |
| 有一种爱叫放手 / 家年华         | 42   | 2015 | 10月17日 南通三套                                                         | 涂松岩、左小青、周丽淇 | 都市 |
| 巨神战击队之超救分队            | 52   | 2015 | 10月17日 广东嘉佳卡通卫视                                                 | 徐文浩、杨雪、杨宇斌、王武义、韩旭 | 少儿 |
| 领养                            | 44   | 2015 | 10月23日 安徽经济生活频道（首播），2017年8月13日 央视八套（上星）         | 丁海峰、袁咏仪、胡杏儿、张曦文 | 都市 |
| 如果蜗牛有爱情                  | 21   | 2016 | 10月24日 东方卫视《心跳80分》周播剧场                                     | 王凯、王子文、徐悦、于恒、武笑羽、蒋冰、蔡珩、赵圆瑗 | 都市 |
| 亲，向前冲！                    | 15   | 2014 | 10月26日 爱奇艺                                                           | 姚星竹、魏大勋、任雨 | 都市 |
| 长梦留痕                        | 42   | 2015 | 10月27日 湖南电视剧频道                                                   | 吴卓羲、程砚秋、韩载锡、曹俊、穆婷婷（客串：罗嘉良） | 民初 |
| 饮食男女第五部                  | 40   | 2016 | 11月6日 腾讯视频                                                          | 东靖川、 蒋方婷、顾宇峰、葛天、黄澄澄、陈维涵、李晴、严米拉 | 都市 |
| 咱们相爱吧                      | 58   | 2015 | 11月7日 湖南卫视金鹰独播剧场                                              | 张静初、张歆艺、秦岚、袁弘、明道、张晞临 | 都市 |
| 嘿，孩子                        | 50   | 2015 | 11月7日 浙江，21日 贵州卫视                                               | 蒋雯丽、李小冉、郭晓东、刘天佐、韩青、齐溪（客串：郑恺、姜宏波） | 婚姻 |
| 美丽的笨女人                    | 38   | 2014 | 11月11日 宁波社会生活频道                                                 | 王洋、孙看、何明翰、恬妞 | 都市 |
| 锦绣未央                        | 54   | 2015 | 11月11日 东方/北京卫视                                                    | 唐嫣、罗晋、吴建豪、毛晓彤、李心艾（客串：刘雪华、李依晓、谭凯、戴春榮） | 古装 |
| 待嫁十年                        | 32   | 2013 | 11月14日 湖南娱乐频道                                                     | 吴卓羲、王晓晨、江若琳、魏巍 | 都市 |
| 糊涂县令郑板桥                  | 42   | 2015 | 11月16日 黑龙江都市频道（首播），2017年3月27日 浙江卫视蓝星空剧场（上星） | 赵毅、柴碧云、刘金山、方青卓、胡亚捷 | 古装 |
| 相爱穿梭千年2                   | 28   | 2016 | 11月16日 湖南卫视青春進行時                                               | 魏大勋、文咏珊、郭雪芙、张晓晨、卫莱（客串：陈汉典、肖战、陈翔、何炅） | 科幻 |
| 月明三更                        | 28   | 2011 | 11月18日 爱奇艺                                                           | 吕良伟、张连文、宋佳、郑则仕、廖京生、韩月乔 | 古装 |
| 深爱食堂(第二季)                | 13   | 2016 | 11月21日 浙江卫视(23ː30)                                                  | 保剑锋、伊一、潘辰、孙伟豪 | 都市 |
| 每个人都有秘密                  | 36   | 2013 | 11月21日 爱奇艺/腾讯视频                                                  | 陈键锋、江语晨、陈司翰、巩新亮、梁冠华 | 都市 |
| 珍珠耳环                        | 60   | 2015 | 11月25日 福州影视频道                                                     | 陈紫函、戴向宇、孙晨耀、关礼杰、吴毅将 | 民初 |
| 闺蜜嫁到                        | 50   | 2015 | 11月26日 湖北/河南卫视                                                    | 隋俊波、胡丹丹、朱泳腾、贾景晖 | 都市 |
| 极品家丁                        | 32   | 2016 | 11月28日 优酷（首播），12月27日 安徽卫视周播(22ː00)（上星）               | 陈赫、金晨、尹正、李溪芮、林思意 | 古装 |
| 老爸的梦想 / 老爸太囧           | 34   | 2013 | 11月28日 武汉电视剧频道                                                   | 范明、杨立新、胡静 | 生活 |
| 美人私房菜之玉蝶传奇            | 50   | 2013 | 12月4日 浙江/安徽卫视                                                     | 郑爽、马天宇、蒋毅、吴其江 | 古装 |
| 老公们的私房钱                  | 47   | 2015 | 12月5日 江苏卫视                                                          | 范明、左小青、涂松岩、高露、潘虹、王丽云 | 婚姻 |
| 飞刀又见飞刀                    | 42   | 2015 | 12月5日 优酷（首播），2017年3月23日 湖北/广东卫视（上星）                 | 刘恺威、杨蓉、黄明、吴映洁、关智斌、袁冰妍（客串：严屹宽、宗峰岩、徐正曦、白冰） | 古装 |
| 青云志Ⅱ                         | 18   | 2015 | 12月8日 腾讯视频（首播），2017年3月1日 北京/安徽卫视周播剧场（上星）      | 李易峰、赵丽颖、杨紫、成毅、秦俊杰、茅子俊、焦俊艳、白雪、刘学义、傅程鹏、舒畅 | 古装 |
| 网商                            | 30   | 2012 | 12月9日 爱奇艺                                                            | 果静林、吴启华 | 都市 |
| 放弃我，抓紧我                  | 39   | 2015 | 12月11日 湖南卫视金鹰独播剧场                                             | 陈乔恩、王凯、乔任梁、陈燃、张铎、张轩睿（客串：谢君豪） | 都市 |
| 北上广依然相信爱情              | 44   | 2016 | 12月11日 浙江卫视                                                         | 朱亚文、陈妍希、张铎、曾泳醍、王新 | 都市 |
| 卿本佳人                        | 42   | 2015 | 12月13日 湖南电视剧频道                                                   | 贾青、金桢勋、陈若轩、汤镇业、戴春荣、沈丹萍、俞小凡、李修贤 | 民初 |
| 我的继父是偶像                  | 44   | 2015 | 12月19日 南通三套（首播），2017年12月20日 央视八套（上星）                | 林永健、胡杏儿、金巧巧、张铎、温玉娟、张雪迎、刘小小（客串牛莉、李菁菁） | 婚姻 |
| 1931年的爱情                    | 36   | 2014 | 12月22日 湖南电视剧频道                                                   | 付辛博、张亮、韩彩英、李心艾（客串：谭凯） | 民初 |
| 老爸当家 / 侠爸虎妞             | 40   | 2015 | 12月22日 吉林都市频道（首播），2017年3月2日 安徽/贵州卫视（上星）         | 张国立、蒋欣、高鑫、王新 | 婚姻 |
| 皇子归来之欢喜知府              | 31   | 2014 | 12月27日 宁波都市文体频道（首播），2017年1月23日 四川卫视（上星）         | 陈浩民、林子聪、林源、谢祖武、邬靖靖、周奇奇、龙隆 | 古装 |

## 网络剧
注：沒有于国家广播电影电视总局備案，按首播日期排序
根据广电总局每季全国重点网络影视剧拍摄规划登记备案情况
＊為下架网络剧，有些整改后重新上线，有些永久下架
| 剧名                        | 集数 | 制作 | 首播                       | 主演 | 题材 |
| --------------------------- | ---- | ---- | -------------------------- | --- | ---- |
| 糖小姐探案集                | 10   | 2015 | 1月1日 腾讯视频            | 陈晓苹、陈欣 | 涉案 |
| 美女公寓                    | 11   | 2015 | 1月6日 响巢看看            | 辰亦儒、周秀娜、沈建宏、江琳琳、项瑾、高健、杨世瀚                                                                                       | 都市 |
| 芈月传奇番外篇之邪恶游戏    | 21   |      | 1月9日 爱奇艺              | 许锋、陈雅婷、曾祥程、袁冰妍、刘前程（客串：戴向宇）                                                                                     | 青春 |
| 躺飞男神                    | 6    | 2015 | 1月13日 爱奇艺             | 李天恩、邹杨（客串：陈彦妃、李智楠） | 都市 |
| 睡在我上铺的兄弟            | 26   | 2015 | 1月17日 乐视视频           | 陈晓、杜天皓、刘芮麟、李现、吴优、蓝盈莹（客串：秦岚）                                                                                   | 青春 |
| 苏染染追夫记                | 50   | 2015 | 1月17日 乐视视频           | 尹淇、金浩、于果、孙玮伦 | 古装 |
| 极品模王                    | 30   | 2014 | 1月23日 乐视视频           | 郭碧婷、张晚意、裴立言、李贤宰、任言恺                                                                                                   | 都市 |
| 老师晚上好＊                | 24   | 2015 | 1月25日 爱奇艺             | 关晓彤、李东健、杨金承、李秀美 | 青春 |
| 过境者                      | 6    | 2015 | 1月29日 乐视视频           | 曹然然、雷牧、龚格尔、潘彦妃 | 科幻 |
| 上瘾＊                      | 15   | 2015 | 1月29日 视频网             | 许魏洲、黄景瑜、陈稳、林枫松、王宇 | 青春 |
| 百变五侠之我是大明星        | 24   | 2015 | 2月1日 爱奇艺              | 沈凌、贾玲、白凯南、瞿颖、大张伟（客串：何炅、张亮、魏大勋）                                                                             | 古装 |
| 世界辣么大                  | 12   | 2016 | 2月14日 腾讯视频           | 于朦胧、于洋、方逸伦、董宝儿 | 青春 |
| 示铃录                      | 27   | 2015 | 2月25日 搜狐视频           | 许景媛、孟阿赛、李乃文、李宗翰、刘天佐                                                                                                   | 科幻 |
| 都市妖奇谈                  | 20   | 2014 | 2月26日 爱奇艺             | 杨世瀚、张彬彬、郑雅文、王艺嘉、郑旭东（客串：包小柏）                                                                                   | 都市 |
| 我叫郝聪明之笨蛋爱上两个你  | 35   | 2015 | 3月7日 乐视视频            | 刘美含、吴昊泽、冯静恩、赵谨俨 | 青春 |
| 谢文东4：风云再起之再战江湖 | 80   | 2015 | 3月7日 优酷/土豆网         | 吴建国、郭強、史耀中、邓洛淋 | 年代 |
| 翻身姐妹第二季              | 10   | 2015 | 3月8日 优酷/土豆网         | 蒋梦婕、弦子、刘頔、沐弈杉、温超、韩野（客串：Mike）                                                                                     | 都市 |
| 整容季                      | 20   | 2015 | 3月15日 优酷/土豆网        | 高仁、林珠银（客串：陈乔恩、周放、明道、袁姗姗、陈彦妃、包小松、袁文康、焦俊艳、安以轩、叶青、恬妞、馨子、王喜、王彦霖、谢君豪、贾景晖） | 都市 |
| 守护者                      | 20   | 2015 | 3月15日 腾讯视频           | 孙大岗、尹玲、关祺语、聂戴文、金亿 | 科幻 |
| 假如我有超能力              | 12   | 2015 | 3月18日 爱奇艺             | 王子睿、刘语乔、张歌、杨舒枫 | 科幻 |
| 重生之名流巨星＊            | 16   | 2015 | 3月24日 腾讯视频           | 马可、张馨予、Pong、韩彩英、徐海乔（客串：杨烁、洪欣）                                                                                   | 青春 |
| 睡前别看诡故事              | 10   |      | 3月28日 爱奇艺             | | 驚悚 |
| 我的超能男神                | 13   | 2015 | 4月6日 爱奇艺              | 张西正、刘娜萍、张雅涵、傅巍 | 科幻 |
| 绝命卦师                    | 40   | 2015 | 4月11日 乐视视频           | 张晓晨、卢蒽洁、张浩然、衣妍婷、康宁、刘妍希、刘娜萍                                                                                     | 古装 |
| 皇恩浩荡                    | 39   | 2015 | 4月25日 优酷               | 李章宇 、方安娜、陈匡怡、敖犬 | 科幻 |
| 动漫英雄春季版              | 12   | 2015 | 4月25日 搜狐视频           | 张哲瀚、赵多娜、邓宁、汪小敏、米热 | 青春 |
| 终极游侠                    | 40   | 2016 | 4月28日 芒果TV             | 罗云熙、程砚萩、马振桓、程予希 | 科幻 |
| 报告老板第二季              | 10   | 2016 | 5月5日 优酷/土豆网         | 白客、刘循子墨、小爱 | 都市 |
| 菜鸟阎王                    | 10   | 2015 | 5月5日 腾讯视频            | 周凯文、贾梓 | 科幻 |
| 深井食堂                    | 20   | 2015 | 5月9日 腾讯视频            | 岳云鹏、肖旭、范世琦、赵飞云 | 喜剧 |
| 废柴兄弟4                   | 20   | 2016 | 5月9日 爱奇艺              | 王宁、修睿、童菲、魏梦、王妍之、杨冬麒、李乐儿                                                                                           | 都市 |
| 执念师第二季                | 40   | 2016 | 5月20日 搜狐视频/PPTV      | 肖顺尧(MIC男团)、禹童、艾晓琪、梁大维 | 科幻 |
| 女总裁的贴身高手第一季      | 40   | 2015 | 5月20日 乐视视频           | 赵予熙、韩志硕、孔舒航、禹童 | 都市 |
| 罪第一季＊                  | 12   | 2015 | 5月23日 爱奇艺             | 张一山、常戎、吴优、张锦程、杜子名 | 涉案 |
| 富贵逼人                    | 20   | 2015 | 5月30日 腾讯视频           | 张琛、曾凡子、李茂、杨柳、杜海涛、许可嘉                                                                                                 | 喜剧 |
| 烟袋斜街10号                | 12   | 2015 | 5月31日 微博视频台/YOUTUBE | 罗一航、宫政、杨曦、康榕（客串：胡夏、张远(至上励合)、刘洲成(至上励合)）                                                                 | 青春 |
| 我的朋友陈白露小姐          | 24   | 2016 | 6月7日 爱奇艺              | 陈娅安、张天爱、屈楚萧、李子峰、谭凯（客串：明道）                                                                                       | 青春 |
| 劣人传之诡计                | 10   | 2016 | 6月8日 优酷/土豆网         | 郭书瑶、李宗霖 | 悬疑 |
| 罪第二季＊                  | 12   | 2015 | 6月12日 爱奇艺             | 张一山、常戎、吴优、张锦程、杜子名 | 涉案 |
| 贴身校花                    | 20   | 2016 | 6月27日 搜狐视频           | 张语格、赵顺然、李艺彤、朱元冰、吴哲晗、杨霖、费沁源                                                                                     | 青春 |
| 聊宅：超能姐姐大作战        | 16   | 2015 | 6月28日 腾讯视频           | 瓜尔佳泽、赵奕欢 | 科幻 |
| 校园篮球风云                | 12   | 2015 | 6月29日 乐视视频           | 陆路、邢菲、金瀚、陈羽琦、史元庭 | 青春 |
| 半妖倾城                    | 20   | 2015 | 6月30日 芒果TV/乐视视频    | 张哲瀚、李一桐、米热、何瑞贤、戴向宇（客串：安以轩、陈紫函、汪东城、林鹏、徐海乔）                                                       | 民初 |
| 逗爱男女[a]                 | 12   | 2014 | 7月7日 爱奇艺              | 沈浩、赵圆圆、金士杰、刘亚津（客串：孙涛、矢野浩二、许绍雄）                                                                             | 都市 |
| 超少年密码                  | 25   | 2016 | 7月11日 乐视视频           | TFBOYS、王祖蓝、钟镇涛、左小青 | 科幻 |
| 米粒儿也疯狂                | 11   | 2015 | 7月12日 优酷/土豆网        | 邓宁、苏拉文雅 | 婚姻 |
| 刀剑缭乱                    | 21   | 2015 | 7月13日 爱奇艺             | 李向哲、乙帅 | 古装 |
| 星座啪啪啪                  | 13   | 2016 | 7月15日 乐视视频           | 赵文琪、高郡伟、张野 | 青春 |
| 纳妾记第二季                | 20   | 2015 | 7月19日 PPTV               | 孙坚、雨婷儿、何育骏、安悦溪、赖雨濛 | 古装 |
| 灭罪师＊                    | 20   | 2015 | 7月20日 爱奇艺             | 杨奇鸣、蔡文静 | 涉案 |
| 若是如此                    | 12   |      | 7月21日 搜狐视频           | 艾伦、张小斐、衣云鹤 | 都市 |
| 十宗罪                      | 21   | 2016 | 7月27日 优酷/土豆网        | 张翰、曾志伟、于小彤 | 涉案 |
| 校花的贴身高手第二季        | 12   | 2016 | 8月1日 爱奇艺              | 李宗霖、黄一琳 | 青春 |
| 又拐个皇帝回现代            | 50   | 2016 | 8月7日 乐视视频            | 季晨、袁中方、王少雍、于果、刘明瓉（客串ː张明明）                                                                                        | 穿越 |
| 亲爱的，公主病              | 16   | 2016 | 8月11日 搜狐视频           | Mike、张予曦、陈柏融、杜妍（客串ː温升豪、庹宗华、洪小鈴、品冠）                                                                          | 都市 |
| 刺客列传                    | 30   | 2016 | 8月14日 搜狐视频           | 彭昱畅、连晨翔、赵志伟、马振桓、黄伟晋、熊梓淇、易柏辰                                                                                   | 古装 |
| 校花的贴身高手第三季        | 12   | 2016 | 8月22日 爱奇艺             | 李宗霖、黄一琳 | 青春 |
| 女娲成长日记                | 24   | 2016 | 8月22日 腾讯视频           | 宋伊人、李欢、李圣佳、陈赛赛 | 科幻 |
| 纳妾记第三季                | 20   | 2015 | 8月23日 PPTV               | 孙坚、雨婷儿、何育骏、安悦溪、赖雨濛 | 古装 |
| 错生                        | 10   | 2016 | 8月31日 响巢看看           | 杨业明、姚望、董又霖、本兮、Rohar | 青春 |
| 我的辣妹保镖                | 12   |      | 9月5日 腾讯视频            | 徐洪浩、侯梦莎、程愫（客串：傅程鹏、刘晓洁、赵荀）                                                                                       | 都市 |
| 槑头槑脑第一季              | 12   | 2016 | 9月7日 腾讯视频            | 宋晓峰、霍云龙、唐娜、燕飞 | 都市 |
| 中国散伙人                  | 10   | 2016 | 9月12日 腾讯视频           | 袁布、周子龙、王城祖、李小爱、张可 | 都市 |
| 识汝不识丁                  | 12   | 2016 | 9月12日 优酷               | 晏紫东、蒋梓乐、李天柱、孙茜、卢卓、刘亦宸、孔垂楠、吕佳容                                                                               | 古装 |
| 校花的贴身高手第四季        | 12   | 2016 | 9月12日 爱奇艺             | 李宗霖、黄一琳 | 青春 |
| 别那么骄傲第一季            | 20   | 2016 | 9月19日 优酷/土豆网        | 宋芸樺、佟梦实、官鸿、刘倩妤 | 青春 |
| 疯狂天后第一季              | 20   | 2016 | 9月19日 腾讯视频           | 黄诗棋、李嘉文、周奕彤 | 古装 |
| 大侠日天                    | 22   | 2016 | 9月20日 搜狐视频           | 蒋龙、代文雯、刘帅、张歆莹、袁百梓卉、崔成国、罗家英、何文辉、孟瑤                                                                       | 穿越 |
| 画江湖之不良人第一季        | 12   | 2016 | 9月21日 爱奇艺             | 郑业成、李纯、范世琦、蔡文静、季晨、马薇（客串：张静初）                                                                                 | 古装 |
| 偶像猎手                    | 20   | 2015 | 9月23日 乐视视频           | 衣妍婷、徐开骋（客串：黄明、苏青） | 青春 |
| 我喜欢你，你知道吗？        | 16   | 2016 | 9月29日 PPTV               | 郑暐达、纪培慧、陈语安、吴思贤、沈建宏                                                                                                   | 都市 |
| 超星星学园                  | 30   | 2016 | 9月29日 腾讯视频           | 肖战、王玉雯、白澍、伍嘉成 | 青春 |
| 爆笑满屋                    | 24   | 2015 | 9月29日 爱奇艺             | 侯天悦、杨彤、史元庭、荣梓希 | 都市 |
| 我不是妖怪                  | 12   | 2016 | 10月7日 爱奇艺             | 张雨剑、刘冬沁、王嵛、书亚信、吴优 | 科幻 |
| 陈二狗的妖孽人生第一季      | 17   | 2016 | 10月10日 腾讯视频          | 赵炳锐、王姿允、刘波 | 都市 |
| 花满楼                      | 45   | 2016 | 10月10日 乐视视频          | 徐小琴、袁祎一 | 古装 |
| 法医秦明                    | 20   | 2016 | 10月13日 搜狐视频          | 张若昀、焦俊艳、李现 | 涉案 |
| 左眼诡事                    | 13   | 2015 | 10月19日 优酷              | 叶祖新、王秋紫、康磊、张璇、刘科、宗峰岩                                                                                                 | 科幻 |
| 哎呦，表演系                | 12   | 2015 | 10月20日 PPTV              | 高瀚宇、奚望 | 青春 |
| 美人为馅第一季              | 12   | 2016 | 10月24日 爱奇艺            | 杨蓉、白宇、李健、何奉天、王雨、南伏龙、白梓軒、米热、孙骁骁、戚迹、张逸杰                                                               | 涉案 |
| 整垮前女友                  | 30   | 2016 | 10月24日 乐视视频          | 孙坚、宋妍霏（客串：许绍雄、恬妞、Mike隋）                                                                                               | 都市 |
| 实习侠                      | 12   | 2016 | 10月24日 腾讯视频          | 刘萌萌、黎源、吴佳玮 | 都市 |
| 灵魂摆渡第三季              | 13   | 2016 | 11月4日 爱奇艺             | 于毅、刘智扬、肖茵 | 科幻 |
| 微能力者                    | 16   | 2016 | 11月9日 腾讯视频           | 李思阳、陈思宇、熊欣、张驰、王子清 | 科幻 |
| 美人为馅第二季              | 12   | 2016 | 11月14日 爱奇艺            | 杨蓉、白宇、李健、何奉天、王雨、南伏龙、白梓軒、米热、孙骁骁、戚迹、张逸杰                                                               | 涉案 |
| 妖出长安                    | 12   | 2016 | 11月15日 爱奇艺            | 杨世瀚、文竹、袁琢、尹玲 | 古装 |
| 器灵第一季                  | 15   | 2016 | 11月16日 搜狐视频          | 彭昱畅、陈若轩、孙雪宁（客串：吕颂贤、曾江）                                                                                             | 科幻 |
| 薛定谔的猫                  | 10   | 2016 | 11月16日 腾讯视频          | 苏诗丁、马瑞男 | 青春 |
| 屏里狐                      | 22   | 2016 | 11月21日 搜狐视频          | 罗云熙、刘馨棋、郝泽嘉、黄俊捷、王朝阳                                                                                                   | 古装 |
| 28岁未成年                  | 26   | 2016 | 11月23日 乐视视频          | 蒋梦婕、姜潮 | 都市 |
| 藏地密码                    | 8    | 2015 | 11月23日 优酷              | 何润东、李纯、牟星、范世琦、沈建宏 | 冒险 |
| 陈二狗的妖孽人生第二季      | 19   | 2016 | 11月25日 腾讯视频          | 赵炳锐、王姿允、刘波 | 都市 |
| 花飞尽、归不归              | 19   | 2016 | 11月28日 腾讯视频          | 陈圆、王子帅、郑淑贤、张小辉 | 都市 |
| 心理罪第二季＊              | 24   | 2016 | 12月3日 乐视视频           | 陈若轩、王泷正、袁晶、彭渤 | 涉案 |
| 夜活儿                      | 15   | 2016 | 12月5日 腾讯视频           | 魏子昕、李彧、刘耀阳、纪云 | 都市 |
| 画江湖之不良人第二季        | 14   | 2016 | 12月7日 爱奇艺             | 郑业成、李纯、范世琦、蔡文静、季晨、马薇（客串：张静初）                                                                                 | 古装 |
| 恶作剧之吻2016              | 39   | 2016 | 12月8日 PPTV/Line TV       | 李玉玺、吴心缇、宫以腾、席惟伦 | 青春 |
| 美人为馅第三季              | 12   | 2016 | 12月12日 爱奇艺            | 杨蓉、白宇、李健、何奉天、王雨、南伏龙、白梓軒、米热、孙骁骁、戚迹、张逸杰                                                               | 涉案 |
| 西涯侠                      | 30   | 2016 | 12月12日 优酷              | 白客、至尊玉、郭玮洁、小爱、梁家仁、艾劲、柯达、李子雄（客串：孔连顺、黄一飞、苑琼丹）                                                   | 古装 |
| 明星志愿第一季              | 12   | 2015 | 12月16日 爱奇艺            | 沈浩晨、王瑞子、彦希、马春瑞、封佳奇 | 青春 |
| 女总裁的贴身高手第二季      | 38   | 2015 | 12月19日 乐视视频          | 韩志硕、赵予熙、孔舒航 | 都市 |
| 鬼吹灯之精绝古城            | 21   | 2016 | 12月19日 腾讯视频          | 靳东、陈乔恩、赵达 | 科幻 |
| 疗伤客栈第二季              | 10   | 2016 | 12月20日 爱奇艺            | 龚静晶、谭旭、常媛、童安格、郑心潼、王世巍（客串：李念）                                                                                 | 青春 |
| 异能家庭                    | 30   | 2016 | 12月20日 优酷              | 张本煜、郑合惠子、倪虹洁 | 科幻 |
| 无间道第一季                | 12   | 2016 | 12月21日 爱奇艺            | 王阳、罗仲谦、朱锐、罗嘉良、苏丽珊、廖碧儿、刘松仁                                                                                       | 都市 |
| 学渣少年                    | 6    | 2016 | 12月23日 搜狐视频          | 牛信信、孙越、倪虹洁、何云伟、何文辉 | 青春 |
| 整容攻略                    | 15   | 2016 | 12月26日 腾讯视频          | 赵国栋、陈泳旭、殷琦、辰星雨、陈婧、毋云峰（客串：瞿颖、辰亦儒、蔡旻佑、李沛旭、周采诗、郭书瑶）                                         | 都市 |
| 半妖倾城第二季              | 20   | 2015 | 12月30日 芒果TV            | 张哲瀚、李一桐、阚清子、洪尧、戴向宇、张逸杰、马浚伟（客串：张馨予、陈紫函、林鹏、吕佳容、徐百卉、邓莎、陈昊、黃景瑜）                   | 民初 |
| 电竞纪元                    | 12   | 2016 | 12月30日 腾讯视频          | 施柏宇、阿里亚、强宇、李金阳、李嘉灏 | 青春 |

## 电视剧（谍战/抗战/年代/革命/乡土/生活/涉案/军旅）
注：集数以国家广播电影电视总局公布为准，语言以普通话为主，按首播日期排序
| 剧名                                     | 集数 | 制作 | 首播                                                                         | 主演 | 题材 |
| ---------------------------------------- | ---- | ---- | ---------------------------------------------------------------------------- | --- | ---- |
| 参工传奇                                 | 47   | 2014 | 1月3日 宁波影视剧频道（首播），6月7日 吉林卫视（上星）                       | 宗峰岩、王靖云、逯军 | 年代 |
| 寒山令                                   | 40   | 2014 | 1月5日 新疆汉语综艺频道（首播），10月22日 陕西卫视（上星）                   | 李健、许亚军、宋运成（客串：申军谊、郑晓宁）                                                                               | 抗战 |
| 姐妹姐妹                                 | 40   | 2014 | 1月7日 深圳都市频道（首播），11月8日 安徽卫视（上星）                        | 杜若溪、严屹宽、斯琴高娃、何泓姗                                                                                           | 年代 |
| 姐妹兄弟                                 | 42   | 2014 | 1月11日 上海电视剧频道（首播），4月11日 北京/贵州卫视（上星）                | 李小冉、朱亚文、冯雷、曾黎、王同辉、陈莉娜、齐欢（客串：涂松岩、印小天、李东霖）                                           | 乡土 |
| 陆军一号                                 | 40   | 2015 | 1月14日 央视一套                                                             | 夏侯镔、巍子、陶慧敏、王强、侯梦莎（客串：傅程鹏）                                                                         | 军旅 |
| 特种兵之霹雳火                           | 45   | 2015 | 1月15日 江苏卫视                                                             | 任天野、程愫（客串：傅程鹏、侯梦莎）                                                                                       | 军旅 |
| 忏悔之门                                 | 12   | 2015 | 1月18日 央视法制频道                                                         | 张绍荣、李梦男 | 涉案 |
| 我和她的传奇情仇                         | 44   | 2015 | 1月20日 江苏城市频道（首播），6月2日 重庆卫视（上星）                        | 李健、颜丹晨、史光辉、祖峰、周奇奇                                                                                         | 谍战 |
| 傻儿传奇之抗战到底                       | 46   | 2015 | 1月29日 湖南经视（首播），10月2日 重庆卫视（上星）                           | 刘流、于震、申军谊、吕佳容                                                                                                 | 年代 |
| 大年初一立春                             | 36   | 2015 | 2月2日 天津/辽宁卫视                                                         | 潘长江、倪景阳、曹随风、马丽                                                                                               | 生活 |
| 大号小兵                                 | 22   | 2013 | 2月4日 山东齐鲁频道                                                          | 魏子涵、宋禹、张一山、午马                                                                                                 | 革命 |
| 绝地枪王二松花江上的枪声                 | 42   | 2015 | 2月5日 湖南经视（首播），2017年1月8日 贵州卫视（上星）                       | 徐洪浩、周扬、牛宝军 | 抗战 |
| 暗战危城                                 | 40   | 2014 | 2月18日 东方电影频道（首播），10月21日 四川/湖北卫视（上星）                 | 于震、戴娇倩、戚玉武、杨思琦、任东霖、张欣颜、岳跃利                                                                       | 抗战 |
| 金爸银爸不换我爸 / 平凡的岁月 / 老爸靠谱 | 40   | 2011 | 2月21日 广州综合频道                                                         | 范明、林永健、方子春、车永莉、马境、褚栓忠、徐幸、徐秀林、徐冬冬                                                           | 生活 |
| 不可能完成的任务                         | 46   | 2015 | 2月26日 陕西二套（首播），11月8日 江苏卫视（上星）                           | 于震、陈紫函、尹铸胜、辛月、魏春光、吕中（客串：吴奇隆、冯远征、刘思彤）                                                   | 抗战 |
| 飞虎队大营救                             | 40   | 2015 | 2月28日 云南都市频道（首播），2017年7月26日 湖北卫视（上星）                 | 海顿、李梦男、郑晓宁 | 抗战 |
| 生命中的好日子                           | 42   | 2014 | 2月29日 天津文艺频道（首播），3月11日 央视八套（上星）                       | 黄志忠、吴越、马境、程煜、岳红、杨昆                                                                                       | 乡土 |
| 天伦                                     | 40   | 2012 | 3月1日 北京/四川卫视                                                         | 陈小艺、练束梅、崔林、陈婷、刘亭作、陈思斯 （客串：杜源、刘涛）                                                            | 乡土 |
| 龙门村的故事                             | 30   | 2013 | 3月3日 内蒙古卫视                                                            | 杨波、田成仁、岳红、白雪（客串：莫慧兰）                                                                                   | 乡土 |
| 枪口                                     | 36   | 2015 | 3月3日 湖南经视（首播），2017年11月24日 央视八套（上星）                     | 吴樾、阎娜、刘德凯、吕中                                                                                                   | 抗战 |
| 吉鸿昌 / 铁血悍将                        | 32   | 2014 | 3月7日 张家口电视台一套                                                      | 孙洪涛、孙茜、黄梅莹、李泓良、赵小锐、李泓良（客串：唐国强、刘威葳、刘天佐）                                               | 革命 |
| 决胜                                     | 40   | 2014 | 3月8日 湖北综合频道（首播），2018年2月17日 北京卫视（上星）                  | 王千源、吴刚、柯蓝、孔维、寇振海、贾景晖                                                                                   | 抗战 |
| 家庭秘密                                 | 48   | 2015 | 3月9日 湖南娱乐频道（首播），2018年9月17日 江西卫视（上星）                  | 陈锐、荣蓉、巩小榕、王博                                                                                                   | 生活 |
| 暗战 / 暗战2013                          | 30   | 2013 | 3月9日 湖南潇湘电影频道                                                      | 郭昊伦、邓丽欣、孙鹏滨 | 涉案 |
| 手枪队                                   | 46   | 2015 | 3月10日 湖南经视                                                             | 康杰、高洋、刘金承、金钊（客串：潘泰名、景岗山）                                                                           | 抗战 |
| 乡村情感之女怕嫁错郎                     | 39   | 2015 | 3月13日 天津文艺频道（首播），9月13日 山东/黑龙江卫视（上星）                | 闫学晶、赵君、林家川、来喜                                                                                                 | 乡土 |
| 猎人                                     | 41   | 2015 | 3月21日 北京卫视                                                             | 黄轩、王思思、曹征（客串：韩童生、刘莉莉、于震、高鑫）                                                                     | 谍战 |
| 小镇大法官                               | 42   | 2014 | 3月21日 央视一套                                                             | 林永健、李健、李小萌、郭广平、李依玲（客串：范明、韩童生、陈瑾）                                                           | 乡土 |
| 女人的天空                               | 30   | 2011 | 3月21日 央视八套                                                             | 蒋欣、黄晓娟、王凯、程皓枫                                                                                                 | 乡土 |
| 潜伏在黎明之前                           | 44   | 2015 | 3月22日 浙江卫视                                                             | 杨烁、胡军、甘婷婷、吴刚、苏可、郭珍霓、康华                                                                               | 谍战 |
| 金水桥边                                 | 52   | 2015 | 3月22日 河南都市频道（首播），5月2日 北京/贵州卫视（上星）                   | 黄志忠、李乃文、柯蓝、王伟、梁冠华、程煜、倪大红                                                                           | 年代 |
| 硬骨头                                   | 43   | 2015 | 3月28日 江苏综艺频道/山东齐鲁频道/湖南经视（首播），7月15日 重庆卫视（上星） | 吴其江、李梅可、王强、郭东文                                                                                               | 抗战 |
| 摘下你的面具 / 警界先锋                  | 30   | 2013 | 3月30日 武汉电视剧频道                                                       | 黄明、王彤羽、霍青、马梓涵                                                                                                 | 涉案 |
| 我和妈妈的长征                           | 35   | 2015 | 4月3日 山西影视频道                                                          | 童蕾、张桐、谭洋、李妮妮、陈思斯、张逸杰、刘冰（客串：李诚儒、冯恩鹤、李洪涛、申军谊、石小满）                             | 革命 |
| 黎明之战                                 | 40   | 2015 | 4月5日 上海东方电影频道                                                      | 张国强、张鲁一、汤嬿 | 谍战 |
| 终极使命                                 | 42   | 2015 | 4月5日 沈阳经济频道（首播），9月11日 重庆卫视（上星）                        | 于晓光、刘晓洁、胡洋、谢孟伟、陶洋、郭家豪（客串：王新、陈楚翰）                                                           | 抗战 |
| 雪海                                     | 40   | 2014 | 4月8日 河南电视剧频道                                                        | 保剑锋、袁文康、周牧茵、苏青                                                                                               | 抗战 |
| 高第街记事（第二季）                     | 120  | 2015 | 4月9日 广东影视娱乐频道                                                      | 潘結、陈迪生 | 乡土 |
| 地道女英雄                               | 40   | 2015 | 4月12日 重庆影视频道                                                         | 王雅捷、张桐、果静林、赵子惠                                                                                               | 抗战 |
| 我们的纯真年代                           | 43   | 2014 | 4月14日 济宁影视频道（首播），6月7日 央视八套（上星）                        | 左小青、郭晓东、张少华、杜源、王雨、关晓彤                                                                                 | 乡土 |
| 大染坊续                                 | 45   | 2014 | 4月17日 宁波新闻综合频道                                                     | 侯勇、高姝瑶、姚安濂 | 抗战 |
| 母爱如山                                 | 49   | 2015 | 4月19日 长春一套                                                             | 蒋林静、胡彪 | 乡土 |
| 父亲的身份                               | 40   | 2014 | 4月21日 央视一套                                                             | 陈建斌、俞飞鸿、冯恩鹤、曹卫宇、齐溪、李煜                                                                                 | 谍战 |
| 一马换三羊                               | 40   | 2014 | 4月23日 山东卫视                                                             | 冯雷、刘威葳、涂松岩、史力嘉                                                                                               | 生活 |
| 三八线                                   | 38   | 2015 | 4月23日 云南都市频道（首播），5月28日 北京/辽宁卫视（上星）                  | 张国强、王挺、曹曦文、张洪睿、战卫华、汪裴                                                                                 | 抗战 |
| 代号                                     | 38   | 2014 | 4月26日 河北经视（首播），8月7日 天津卫视（上星）                            | 乔任梁、祖峰、张恒、吕星辰、武强、焦刚                                                                                     | 谍战 |
| 三妹                                     | 57   | 2015 | 4月26日 兰州新闻综合频道（首播），5月14日 山东/黑龙江卫视（上星）            | 练束梅、李健 | 乡土 |
| 生活有点甜                               | 38   | 2014 | 5月5日 河南都市频道（首播），5月27日 央视八套（上星）                        | 冯巩、姜宏波、方清平、徐岑子、巩汉林、秦焰、贾玲（客串：闫学晶、刘佳）                                                     | 生活 |
| 黑狐之风影                               | 42   | 2014 | 5月12日 湖南经视（首播），12月24日 重庆卫视（上星）                          | 吴承轩、李卓霖、康杰、崔宝月、王梓桐、景岗山、张若昀                                                                       | 谍战 |
| 爱的追踪                                 | 36   | 2014 | 5月12日 安徽/湖北卫视                                                        | 张国立、闫妮、孙岚、赵铁钢、曾肖龙、朱怀旭、高晓菲                                                                         | 涉案 |
| 追击者                                   | 32   | 2015 | 5月15日 济宁生活频道（首播），7月7日 北京/辽宁卫视（上星）                   | 朱雨辰、李小冉、和伟、刁琳琳、罗嘉良                                                                                       | 谍战 |
| 矿山烽火                                 | 28   | 2013 | 5月15日 辽宁经济频道                                                         | 陈龙、石琳、桑叶红、鲍国安、于小慧                                                                                         | 年代 |
| 龙器                                     | 39   | 2014 | 5月19日 北京影视频道                                                         | 靳东、孙宁、种丹妮、姚安濂                                                                                                 | 年代 |
| 最后的战士                               | 44   | 2015 | 5月19日 东方电影频道（首播），11月21日 贵州/吉林卫视（上星）                 | 芦芳生、张志坚、石安妮、羿坤、任正彬、宁晓志                                                                               | 抗战 |
| 彭德怀元帅                               | 36   | 2014 | 5月20日 央视一套                                                             | 董勇、杨童舒、唐国强、罗钢、刘劲（客串：程煜、白冰、丁海峰、刘奕君）                                                       | 革命 |
| 镖王传奇                                 | 44   | 2015 | 5月28日 深圳电视剧频道                                                       | 游大庆、刘梓娇 | 抗战 |
| 老妈的桃花运                             | 42   | 2015 | 6月5日 成都新闻综合频道（首播），2018年6月19日 天津卫视（上星）              | 何赛飞、李曼、曹操、秦焰                                                                                                   | 生活 |
| 铁血军魂                                 | 43   | 2015 | 6月7日 陕西一套（首播），2017年4月2日 重庆卫视（上星）                       | 章贺、李曼、刘冠翔 | 抗战 |
| 回马枪                                   | 35   | 2013 | 6月7日 吉林综艺·文化频道                                                     | 邵兵、连奕名 | 年代 |
| 我的爱情撞上了战争                       | 46   | 2015 | 6月8日 陕西二套（首播），7月23日 北京/辽宁卫视（上星）                       | 巩峥、徐梵溪 | 生活 |
| 热血之共赴国难 / 锻刀                    | 38   | 2015 | 6月15日 湖南经视（首播），10月1日 央视八套（上星）                           | 蒲巴甲、徐僧、王鸥、郑逸桐（客串：徐少強）                                                                                 | 抗战 |
| 怒江之战                                 | 43   | 2015 | 6月17日 腾讯视频（首播），7月11日 黑龙江卫视（上星）                         | 孙艺洲、贾青、郑凯、李茂、王妍之、李泰、谈莉娜                                                                             | 抗战 |
| 黄金血道                                 | 30   | 2014 | 6月19日 四川影视文艺频道（首播），8月27日 央视八套（上星）                   | 吴樾、贡米 | 年代 |
| 毛泽东三兄弟                             | 38   | 2013 | 6月20日 央视八套                                                             | 王斑、孙逊、吴迪 | 革命 |
| 天涯浴血                                 | 30   | 2014 | 6月20日 央视一套                                                             | 廉赛、何晶、李晓枫、 杨俊勇（客串：唐国强、刘劲、马晓伟、丁海峰、王伍福、王思懿）                                          | 抗战 |
| 解密                                     | 41   | 2015 | 6月20日 湖南卫视金鹰独播剧场                                                 | 陈学冬、颖儿、经超、张哲瀚（客串：郭京飞、印小天、于波、高明、安以轩）                                                     | 谍战 |
| 鸡毛飞上天                               | 6    | 2015 | 6月21日 CCTV-11 戏曲                                                         | 楼巧珠、金伟忠、张国标 | 乡土 |
| 东方战场                                 | 66   | 2014 | 6月23日 江苏/湖北卫视                                                        | 黄海冰、马晓伟、袁咏仪、俞飞鸿、丁海峰、侯祥玲、张京生、周航、张鲁一、罗嘉良、应采儿、叶璇、刘璇等                         | 抗战 |
| 铁血军歌                                 | 39   | 2015 | 6月28日 重庆影视频道                                                         | 陈键锋、陶昕然 | 谍战 |
| 生死黎平                                 | 33   | 2015 | 6月30日 湖南经视                                                             | 何晟铭、张嘉译、苏青 | 革命 |
| 铁血将军                                 | 32   | 2015 | 6月30日 湖南潇湘电影频道（首播），2017年5月5日 央视八套（上星）              | 侯勇、刘芳毓、万思维、李承峰                                                                                               | 抗战 |
| 风云年代                                 | 40   | 2014 | 7月2日 央视八套                                                              | 张铎、徐百卉、石文中、杨明娜                                                                                               | 谍战 |
| 海棠依旧                                 | 49   | 2014 | 7月4日 央视一套                                                              | 孙维民、唐国强、黄薇、马晓伟                                                                                               | 革命 |
| 豆娘                                     | 40   | 2014 | 7月5日 江苏城市频道（首播），12月9日 央视八套（上星）                        | 阎汶宣、柳小海、李佳璇、张念骅（客串：王丽云、张永健）                                                                     | 抗战 |
| 警花与警犬                               | 44   | 2015 | 7月7日 浙江卫视                                                              | 于和伟、侯梦莎（客串：丁海峰）                                                                                             | 军旅 |
| 铁血淞沪                                 | 40   | 2015 | 7月8日 山西影视频道                                                          | 朱雨辰、万茜 | 抗战 |
| 小米的爱情                               | 36   | 2015 | 7月11日 天津文艺频道                                                         | 程琤、李坤霖、刘亭作 | 生活 |
| 东风破                                   | 42   | 2015 | 7月19日 江苏城市频道（首播），2017年12月6日 央视八套（上星）                 | 张笑君、张铎、刘小锋 | 抗战 |
| 宜昌保卫战                               | 36   | 2015 | 7月24日 四川影视文艺频道（首播），9月19日 央视八套（上星）                   | 徐佳、童蕾、侯勇、陈小春、吕良伟、施京明                                                                                   | 抗战 |
| 谜砂                                     | 44   | 2014 | 7月31日 东方卫视                                                             | 李宗翰、赵子琪、李乃文、张磊、石兆琪、叶璇、曾黎（客串：陈瑾、文章、徐少强）                                               | 涉案 |
| 淘气爷孙                                 | 42   | 2015 | 7月31日 安徽经济生活频道（首播），2017年1月28日 深圳卫视（上星）             | 杜源、刘欢、朱茵、石悦安鑫、徐梵溪、岳跃利、巩汉林                                                                         | 生活 |
| 马兰谣                                   | 26   | 2015 | 8月2日 央视一套                                                              | 田征、赵倩 | 军旅 |
| 我是你的眼                               | 44   | 2015 | 8月4日 陕西二套（首播），11月5日 山东/辽宁卫视（上星）                       | 郝蕾、黄觉 | 乡土 |
| 九九                                     | 49   | 2015 | 8月4日 河北农民频道（首播），11月24日 央视八套（上星）                       | 王茜华、沈航、吴军忱、刘滢                                                                                                 | 乡土 |
| 希望使命                                 | 43   | 2015 | 8月7日 广西综艺频道                                                          | 茅子俊、林源、童苡萱、郭昊伦                                                                                               | 革命 |
| 马家柚之恋                               | 2    | 2015 | 8月17日 視頻網                                                               | 陈勇、胡海燕 |      |
| 双刺                                     | 42   | 2015 | 8月17日 上海新闻综合频道（首播），9月29日 江苏卫视（上星）                   | 祖峰、王子文、曹征、倪虹洁                                                                                                 | 谍战 |
| 决战江桥                                 | 38   | 2015 | 8月18日 南京新闻频道（首播），2017年7月8日 天津/黑龙江卫视（上星）           | 李幼斌、施京明、刘金山、刘威、米学东                                                                                       | 抗战 |
| 人民检察官                               | 34   | 2015 | 8月22日 央视一套                                                             | 殷桃、于震、于荣光、黄海冰、孟子义、巫迪文（客串：赵小锐、陈昊）                                                           | 涉案 |
| 战火中的兄弟                             | 44   | 2015 | 8月26日 湖南经视（首播），2017年2月3日 湖北/重庆卫视（上星）                 | 曹炳琨、原雨、张霓、石兆琪                                                                                                 | 抗战 |
| 信者无敌                                 | 38   | 2013 | 8月31日 上海东方电影频道（首播），11月4日 天津卫视（上星）                   | 陈宝国、于明加、杨雪 | 抗战 |
| 我的老爸是卧底 / 俺爹是卧底              | 42   | 2015 | 9月3日 上海电视剧频道（首播），2017年5月16日 央视八套（上星）                | 孙松、闫学晶、郑晓宁 | 抗战 |
| 麻雀                                     | 61   | 2015 | 9月5日 湖南卫视金鹰独播剧场                                                  | 李易峰、周冬雨、张鲁一、张若昀、阚清子、李小冉                                                                             | 谍战 |
| 怒火英雄                                 | 42   | 2015 | 9月7日 江苏/深圳卫视                                                         | 王雷、邓家佳、霍政谚、乔乔                                                                                                 | 抗战 |
| 退伍也是兵                               | 20   |      | 9月9日 电视粉手机视频                                                        | 赵岩松、吴鑫桐 | 乡土 |
| 孤战                                     | 52   | 2015 | 9月13日 南京新闻综合频道（首播），2017年1月2日 黑龙江/1月7日 陕西（上星）    | 苗圃、张桐、刘钇彤、冯恩鹤（客串：姚安濂、韩雯雯、陶慧敏）                                                                 | 谍战 |
| 卧虎                                     | 40   | 2015 | 9月13日 北京卫视周播剧场                                                     | 林熙越、朱杰、李强（客串：刘佳、牛飘、何群）                                                                               | 谍战 |
| 家国恩仇记                               | 50   | 2015 | 9月19日 深圳电视剧频道                                                       | 王新军、李依晓、李彩桦、郑国霖                                                                                             | 革命 |
| 安居                                     | 33   | 2015 | 9月20日 央视一套                                                             | 王志飞、傅晶、程煜、李晓峰、来喜、刘敏涛                                                                                   | 生活 |
| 有你就好                                 | 30   | 2012 | 9月20日 福州电视剧频道                                                       | 宋佳、谷智鑫、耿乐、郭涛                                                                                                   | 生活 |
| 遥远的距离                               | 48   | 2015 | 9月22日 河南都市频道/湖北经视（首播），9月30日 安徽/山东卫视（上星）         | 张博、徐百卉、丁子玲、徐小飒                                                                                               | 乡土 |
| 战神之血染的青春 / 血染大青山            | 46   | 2015 | 9月25日 江苏综艺频道（首播），2017年8月19日 山东卫视（上星）                 | 谷智鑫、严屹宽、赵韩樱子、袁弘、周放                                                                                       | 抗战 |
| 好家伙                                   | 45   | 2012 | 9月26日 北京卫视                                                             | 张译、李晨、杨新鸣、赵志君、高捷                                                                                           | 抗战 |
| 胭脂                                     | 45   | 2015 | 9月27日 浙江/东方卫视                                                        | 赵丽颖、陆毅、陶昕然、袁文康                                                                                               | 谍战 |
| 等爱回家                                 | 32   | 2014 | 9月27日 北京影视频道                                                         | 梁昊东、吴紫彤、张铎、艾晓琪                                                                                               | 涉案 |
| 我的父亲我的兵                           | 49   | 2015 | 9月27日 湖南经视（首播），2018年2月25日 央视八套（上星）                     | 张一山、刘威 | 革命 |
| 红色护卫                                 | 34   | 2015 | 9月30日 南宁影视娱乐频道（首播），10月24日 北京卫视（上星）                  | 孙茜、张桐、赵龙豪 | 革命 |
| 木兰妈妈                                 | 41   | 2015 | 10月4日 河北农民频道（首播），11月27日 山东卫视（上星）                      | 陈小艺、范雷、刘之冰 | 乡土 |
| 女子特战队                               | 39   | 2015 | 10月11日 湖南经视                                                            | 任柯诺、张曦文、关亚军、张澎澎（客串：傅程鹏）                                                                             | 抗战 |
| 幸福的季节                               | 30   | 2014 | 10月12日 沈阳新闻频道（首播），11月11日 陕西卫视（上星）                     | 涂松岩、柯蓝、俞飞鸿 | 生活 |
| 千里雷声万里闪                           | 36   | 2014 | 10月13日 央视八套                                                            | 刘晓虎、刘一含、艾东、陈逸恒                                                                                               | 革命 |
| 无名者                                   | 38   | 2014 | 10月15日 北京影视频道（首播），11月22日 天津卫视（上星）                     | 丁志诚、吴刚、尤勇智、原雨（客串：姜武、杨立新、杨雪）                                                                     | 革命 |
| 左轮手枪                                 | 45   | 2015 | 10月15日 上海新闻综合频道（首播），2017年6月20日 天津/黑龙江卫视（上星）     | 林永健、蒋欣、张晞临、邓莎、宋佳                                                                                           | 抗战 |
| 绝命后卫师                               | 32   | 2016 | 10月17日 央视一套                                                            | 张桐、李强、郭广平、郑昊、马伦（客串：侯勇、奚美娟、刘之冰、马少骅）                                                       | 革命 |
| 战火红颜                                 | 40   | 2014 | 10月18日 江苏综艺频道                                                        | 王媛可、芦芳生、牟星、颖儿、张晞临、李雨轩、杨童舒                                                                         | 抗战 |
| 政委                                     | 32   | 2015 | 10月19日 辽宁/河南卫视                                                       | 沙溢、吕行、李依伊、柯伯龙、胡可                                                                                           | 革命 |
| 红星照耀中国                             | 34   | 2016 | 10月20日 湖南卫视金鹰独播剧场                                                | 黄海冰、王伍福、侯祥玲、远明、刘涛(男)、程皓枫、邓英（客串：赵文卓、周海媚、蔡国庆、马晓伟、雷佳音、孙茜、王雅捷、金巧巧） | 革命 |
| 红旗漫卷西风                             | 40   | 2016 | 10月21日 东方卫视                                                            | 张粟、吕一、姬他、范凌子（客串：张嘉译、谭凯、方青卓）                                                                     | 革命 |
| 我是红军                                 | 36   | 2016 | 10月21日 浙江卫视                                                            | 朱雨辰、高艺涵、李思博、张浩然（客串：张光北、张志坚、杜志国、王全有）                                                     | 革命 |
| 骡子和金子                               | 33   | 2016 | 10月21日 江苏/安徽卫视                                                       | 富大龙、黄曼、丁子玲、李东霖、王妍之                                                                                       | 乡土 |
| 牦牛岁月                                 | 32   | 2012 | 10月22日 爱奇艺                                                              | 仁青顿珠、黄若萌、多布杰、孙蔚                                                                                             | 革命 |
| 彝海结盟                                 | 36   | 2016 | 10月24日 央视八套                                                            | 刘之冰、游大庆、王辉、侯祥玲、郑玉、李洪涛                                                                                 | 革命 |
| 我们光荣的日子                           | 40   | 2013 | 10月29日 天津文艺频道                                                        | 唐曾、柯蓝、练束梅、刘立伟、郭晓婷                                                                                         | 乡土 |
| 护宝风云                                 | 36   | 2015 | 10月31日 广东经济科教频道                                                    | 陈冠霖、肖茵、高明、尹铸胜、陈洁、刘智扬                                                                                   | 年代 |
| 穿警服的那些女孩儿                       | 30   | 2013 | 11月2日 央视八套(中午)                                                       | 李梅可、刘璇、杨紫彤、刘婧、周传兮                                                                                         | 涉案 |
| 常开笑口                                 | 32   |      | 11月3日 視頻網                                                               | 魏兰柱、张新华、赵守信 | 相声 |
| 国家底线                                 | 33   | 2015 | 11月4日 央视八套                                                             | 黄志忠、左小青、果静林、赵柯                                                                                               | 涉案 |
| 战金岭                                   | 40   | 2015 | 11月4日 上海新闻频道                                                         | 曹炳琨、马丽 | 谍战 |
| 心如铁                                   | 68   | 2014 | 11月5日 深圳公共频道（首播），2017年12月30日 江西/重庆卫视（上星）           | 聂远、舒畅、江涛、王婉娟                                                                                                   | 年代 |
| 雪地娘子军                               | 43   | 2015 | 11月7日 江苏综艺频道（首播），2019年2月10日 贵州卫视（上星）                 | 王笛、邱胜翊、梁爱琪、曹磊                                                                                                 | 抗战 |
| 小草青青                                 | 55   | 2016 | 11月11日 徐州经济生活频道（首播），12月29日 安徽/辽宁卫视（上星）            | 王茜华、于震 | 乡土 |
| 长征大会师                               | 36   | 2016 | 11月16日 央视一套                                                            | 佟瑞欣、刘劲、王伍福、朱宏嘉、陈锐、范雨林（客串：孙茜、黑子）                                                             | 革命 |
| 战昆仑                                   | 40   | 2015 | 11月20日 东方电影频道                                                        | 张洪睿、王瑞子、王建福 | 抗战 |
| 二姐黄大妮 / 黄大妮                      | 44   | 2016 | 11月21日 河南都市频道（首播），2017年3月31日 山东/天津卫视（上星）           | 王茜华、沈航、曹征、陈思斯、杨童舒（客串：林家川）                                                                         | 生活 |
| 荡寇                                     | 40   | 2016 | 11月22日 湖南经视（首播），2019年1月19日 贵州卫视（上星）                    | 李茂、蓝盈莹 | 抗战 |
| 梦想越走越近                             | 40   | 2015 | 11月25日 天津文艺频道（首播），2017年10月9日 黑龙江/吉林卫视（上星）         | 梁爱琪、于晓光、宋佳伦 | 生活 |
| 龙鼎风云                                 | 38   | 2013 | 11月29日 东方卫视(凌晨)                                                      | 寇世勋、叶童 | 年代 |
| 尖锋之烈焰青春                           | 44   | 2016 | 12月2日 江苏城市频道                                                         | 李佳航、宋轶、牛骏峰、赵圆瑗                                                                                               | 谍战 |
| 硝烟散尽                                 | 30   | 2012 | 12月6日 北京影视频道                                                         | 贾一平、刘雨欣、陶泽如、奚美娟、姚安濂                                                                                     | 乡土 |
| 我的岳父会武术                           | 40   | 2015 | 12月10日 东方/北京卫视                                                       | 宋丹丹、倪大宏、筷子兄弟、姜妍                                                                                             | 生活 |
| 淬火成钢 / 三军大会师                    | 37   | 2016 | 12月12日 央视一套                                                            | 王晖、郭广平、陈大伟、张铎、战菁一                                                                                         | 革命 |
| 和妈妈一起谈恋爱 / 妈妈的第五任丈夫      | 44   | 2016 | 12月12日 湖北经视（首播），2017年3月27日 央视八套（上星）                    | 闫学晶、张磊、张岩、王澜、刘丛丹、林源                                                                                     | 生活 |
| 我的压寨男人                             | 43   | 2016 | 12月13日 湖南经视                                                            | 徐僧、杨舒、夏侯镔、张澎澎（客串：傅程鹏、程愫、徐洪浩、林江国）                                                           | 抗战 |
| 义道                                     | 42   | 2015 | 12月17日 江苏综艺频道（首播），2020年6月5日 黑龙江卫视（上星）               | 林继东、姚芊羽 | 年代 |
| 田教授和贤教授                           | 32   | 2015 | 12月21日 吉林生活频道                                                        | 李立群、王志飞、黄小蕾 | 生活 |
| 打骗行动之你被盯上了                     | 28   | 2014 | 12月26日 泉州影视频道                                                        | 王磊、夏侯其誉、方川、朱嘉琦                                                                                               | 涉案 |

## 停拍
注：以偶像剧为主
| 剧名         | 集数 | 日期                         | 主演                   | 题材 |
| ------------ | ---- | ---------------------------- | ---------------------- | ---- |
| 起床吧！太阳 |      | 2016年3月开机2016年3月停拍   | 叶祖新、沈梦辰、倪景阳 | 都市 |
| 异战         |      | 2016年10月开机2016年12月停拍 | 陈键锋、李曼           | 谍战 |

## 備註
^ a.曾於2016年7月7日在愛奇藝首播的網絡劇逗爱男女為於2016年7月21日在地方台播出的電視劇"青年旅舍"剪出版。
^ b.網絡劇《最好的我们》於2016年4月8日在愛奇藝首播, 其後於2016年6月<遇见最好的我们>之名申請了备案公示剧目, 並其後在2017年1月23日獲發发行许可。